# ابدال (تصوف)
ابدال، جمع بدل (جایگزین‏) و در عرف صوفیه بر جمعی می‌گویند که صفات نکوهیده را به صفات پسندیده تبدیل کرده‌اند.

## داود قیصری
ابدال کسانی هستند که به واسطه عاری شدن از قیود مادی و رفع حجاب ظلمت ماده می‌توانند به اشکال و صور مختلف نمودار شوند و آنان واصل به حق اند و جزو روحانیات محض شده‌اند.

## نیکو کاران
در نظر قدما، أَبْدال‏ (به فتح اول) طایفه ای از نیکو کاران بودند که خداوند زمین را توسط آنان به پا داشته‌است.
سبب پنهان شدن ابدال از چشم مردمان آن است که ایشان تاب دیدن علماء زمان که در حقیقت، جهال و نزد خود و عوام علماء اند ندارند.